# Stjepan Vrbančić
Stjepan Vrbančić (Zagabria, 29 novembre 1900 – Zagabria, 12 dicembre 1988) è stato un calciatore jugoslavo, di ruolo difensore.